# Kaiserwinkel (Naturschutzgebiet)
Das Naturschutzgebiet (NSG) Kaiserwinkel liegt bei Kaiserwinkel im Landkreis Gifhorn in Niedersachsen.

## Geographie
Das Naturschutzgebiet gehört zum Naturraum Weser-Aller-Flachland. Es liegt im Drömling, einem Niedermoorgebiet, das zum größeren Teil zu Sachsen-Anhalt und zum kleineren Teil zu Niedersachsen gehört. Das Gebiet umfasste zunächst 407 Hektar. Zum 1. März 2019 ging ein etwa 90 Hektar großer Teil des Naturschutzgebietes im neu ausgewiesenen Naturschutzgebiet „Schulenburgscher Drömling“ auf, das sich nach Westen anschließt.
Das Naturschutzgebiet ist in Nordwest-Südost-Richtung etwa vier Kilometer lang. Es ist bis zu rund 1,3 Kilometer breit und grenzt im Osten, Süden und Südwesten an Sachsen-Anhalt. Das Gebiet wird durch die Gewässer Grenzgraben (im Osten), Fanggraben (im Süden) begrenzt. Das Waldgebiet im Südwesten heißt Käsebeutel; es kam 2019 zum „Schulenburgschen Drömling“. Der namensgebende Ort Kaiserwinkel liegt rund 700 Meter nordwestlich. 

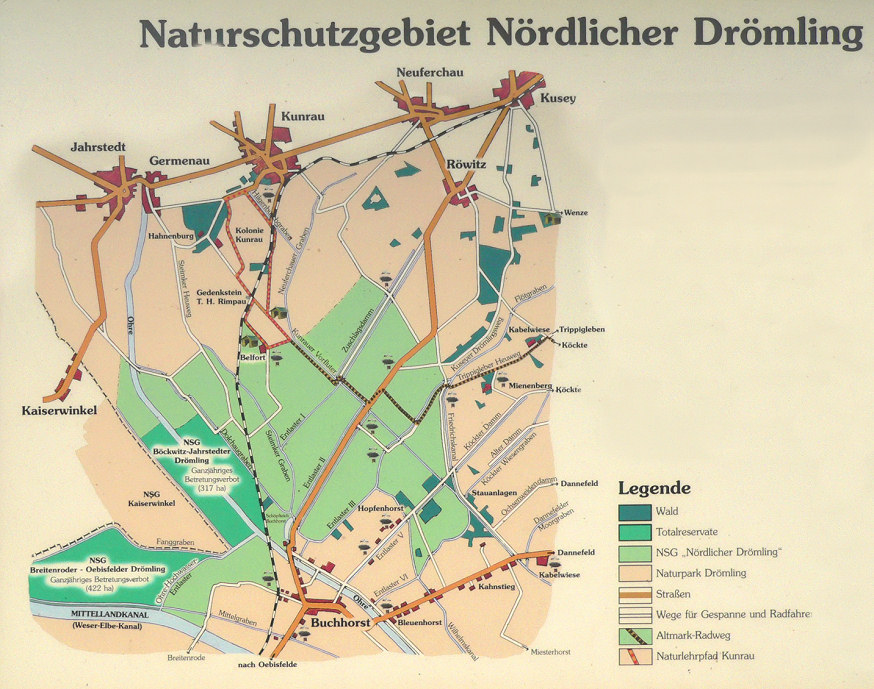
Lage des NSG Kaiserwinkel (links, beige, Abmessungen bis 2019) an der Grenze zu Sachsen-Anhalt

## Geschichte
Das heute unter Schutz stehende Gebiet war bis in das 18. Jahrhundert eine kaum durchdringbare Sumpflandschaft, in der Bruchwälder vorherrschten. Durch Melioration wurde der Drömling urbar gemacht. Es wurden Rimpau’sche Moordammkulturen angelegt, die heute durch ihre zahlreichen parallelen Gräben erkennbar sind. 
Das heutige Naturschutzgebiet lag unmittelbar an der damaligen innerdeutschen Grenze und konnte so trotz seiner ökologischen Bedeutung nicht offiziell unter Naturschutz gestellt werden. Andererseits fand kaum noch eine landwirtschaftliche Nutzung statt, so dass sich hier zahlreiche Arten ansiedelten. Nach der Wende wurde das Gebiet am 8. Juli 1990 mit Wirkung vom 30. Juli 1990 als Naturschutzgebiet BR 085 ausgewiesen. Träger ist seither der Landkreis Gifhorn. Kurz zuvor waren auf damaliger DDR-Seite der Naturpark „Drömling“ gegründet worden und weitere Naturschutzgebiete ausgewiesen worden.

## Ökologie, Flora und Fauna

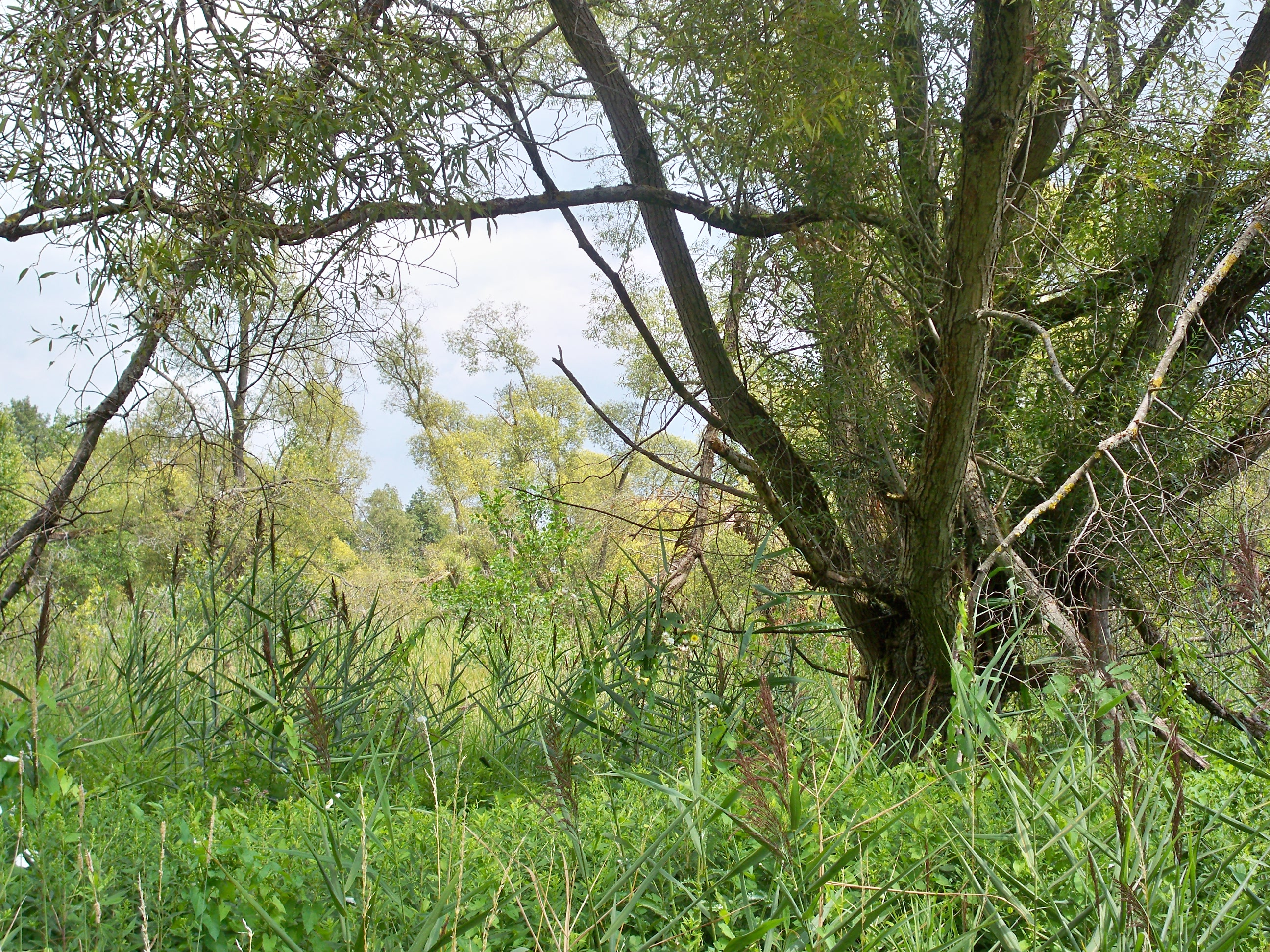
Landschaft im Süden des Gebiets

Das NSG Kaiserwinkel ist von weiteren Naturschutzgebieten umgeben. Direkt östlich schließt sich das sachsen-anhaltische Gebiet Böckwitz-Jahrstedter Drömling an; im Süden liegt der Breitenrode-Oebisfelder Drömling. Beide Gebiete sind Totalreservate und gehören seit 2005 zum 103 km² großen NSG Ohre-Drömling. Westlich eines rund einen Kilometer breiten Streifens, der seit 2019 zum NSG „Schulenburgscher Drömling“ gehört, liegt das Naturschutzgebiet Giebelmoor, in dem Erlen- und Birkenbruchwälder vorherrschen.
Das NSG Kaiserwinkel gehört vollständig zum FFH-Gebiet 92 „Drömling“ und dem EU-Vogelschutzgebiet V46 „Drömling“. Neben Grünland, Hochstaudenfluren und Großseggenrieden gibt es Erlenbruchwälder und andere Gehölzgruppen. Die meisten der früher häufigen Pappeln wurden gefällt, um den Grundwasserspiegel anzuheben und damit die Vernässung des Gebiets zu beschleunigen.
Das Gebiet ist Lebensraum zahlreicher bedrohter Arten. Daher gilt von Mitte Februar bis Ende Juni ein Betretungsverbot. Neben Kranichen und Weißstörchen leben hier zahlreiche weitere Vogelarten wie Schlagschwirl und Neuntöter. In und an den zahlreichen Gräben wachsen Wasserfeder, Wiesenraute und Sumpffarn. Die Jagd ist dem Eigentümer weiterhin gestattet. Die land- und forstwirtschaftliche Nutzung in ausgewiesenen Teilen des Naturschutzgebietes ist eingeschränkt erlaubt.